# Брана Бачићи
Брана Бачићи су насељено мјесто у општини Братунац, Република Српска, БиХ. Према попису становништва из 2013. у насељу је живио само 21 становник.

## Географија
Обухвата подручје од 902 хектара.

## Историја
Село је страдало током рата 1992–1995.

## Становништво
Према попису становништва из 1991. године, мјесто је имало 263 становника. Сви становници су Срби.
| Демографија | Демографија | Демографија |
| Година      | Становника  | Становника  |
| ----------- | ----------- | ----------- |
| 1948.       | 481         |             |
| 1953.       | 537         |             |
| 1961.       | 505         |             |
| 1971.       | 518         |             |
| 1981.       | 411         |             |
| 1991.       | 263         |             |